# BM-27
Der 9P140 Uragan (russisch Ураган/ 'Hurrikan') oder auch BM-27 ist ein Mehrfachraketenwerfersystem, das in den 1970er-Jahren in der Sowjetunion entwickelt und in Dienst gestellt wurde. Die Raketen im Kaliber 220 mm haben die Bezeichnung 9M27.

## Name
Der GRAU-Index lautet 9P140 Uragan. Der Systemindex der russischen Streitkräfte ist 9K57. Als die westlichen Nachrichtendienste das sowjetische System 1977 entdeckten, gaben sie ihm die provisorische Bezeichnung M1977.:365 Es ist ebenfalls unter dem Namen BM-27 und BM-22 bekannt.

## Entwicklung
Das System wurde ab Ende der 1960er-Jahre vom staatlichen Waffenhersteller Splaw in Tula entwickelt. Ab 1972 wurden die ersten Systeme an die sowjetischen Landstreitkräfte ausgeliefert. Die Einführung erfolgte 1976.:46Der Uragan ersetzte in den sowjetischen Streitkräften die Mehrfachraketenwerfer BM-24, BM-25 und BMD-20.:364

## Versionen
- 9P140 Uragan: Standardversion mit einem LKW ZIL-135.
- 9K512 Uragan-1M: Vorgestellt 2007; mit 8×8-LKW KamAZ-6350. Kann auch die 300-mm-Raketen des Systems 9K58 Smertsch einsetzen.[3]
- 9A53 Tornado-U: Nachfolgemodell mit 2 × 15 Werferrohren auf 8×8-LKW MZKT-7930, vorgestellt 2009. Durch modularen Aufbau können auch die Raketen der Systeme BM-30 und BM-21 abgefeuert werden.
- Bastion-03: Prototyp der ukrainischen Firma AvtoKrAZ, vorgestellt 2010. Installiert auf einem 6×6-LKW vom Typ KrAZ-63221RA.
- Bureviy: Prototyp der  ukrainischen Firma UkrOboronProm, vorgestellt 2020. Installiert auf einem 8×8-LKW vom Typ Tatra T815-7T3RC1.
- 9P140MB Uragan-M: Nachfolgemodell des belarussischen Unternehmens ОАО «ВОЛАТАВТО» mit 16 Werferrohren auf 6×6-LKW MAZ-631705, vorgestellt 2019.[4]

## Fahrzeuge
Das 9P140-Startfahrzeug basiert auf dem vierachsigen LKW ZIL-135LM. Das Fahrzeug wird von zwei Achtzylinder-Ottomotoren des Typs ZIL-375 mit je 177 PS Leistung angetrieben. Jeweils ein Motor ist für die Räder auf der rechten und linken Seite zuständig. Das Fahrzeug besitzt acht Räder, wobei die vorderste und die hinterste Achse zum Steuern verwendet werden können. Das Fahrzeug wiegt rund 20,1 Tonnen und ist mit einer vom Fahrer regelbaren Reifendruckanlage ausgestattet. Auf der Straße wird eine maximale Fahrgeschwindigkeit von 65 km/h erreicht und die maximale Reichweite beträgt 570 km. Das Fahrzeug hat eine Besatzung von vier Mann (sechs in Kriegszeiten). Der Fahrer verfügt über ein Nachtsichtgerät. Die Fahrzeugkabine verfügt über ABC-Schutz und ermöglicht der Besatzung das gefahrlose Abfeuern, ohne das Fahrzeug verlassen zu müssen. Daneben kann der Raketenstart auch über eine kabelgebundenen Bedienkonsole aus einer Entfernung von bis zu 60 m erfolgen.:49 Uragan kann in einem Temperaturbereich von −40 bis +50 °C betrieben werden. Für maximal sechs Stunden ist der Betrieb bei Temperaturextremen von −60 bis +60 °C möglich. Die maximal zulässige Windgeschwindigkeit für den Raketenstart liegt bei 20 m/s (72 km/h). Das Startfahrzeug ist 9,3 m lang, 2,8 m breit und misst in der Höhe 3,2 m.:368 Für längere Transporte kann Uragan mit der Eisenbahn oder mit Transportflugzeugen vom Typ Iljuschin Il-76, Antonow An-22 und Antonow An-124 transportiert werden.
Auf dem Fahrzeug ist ein Rohrpaket mit 16 Rohren des Kalibers 220 mm montiert. Die Rohre sind in zwei Lagen zu je sechs und einer dritten Lage mit vier Rohren angeordnet. Das Rohrpaket lässt sich in Fahrtrichtung in der Horizontalen um 60° drehen (30° je Seite). In der Vertikalen kann das Rohrpaket in einem Winkel von 0–55° angestellt werden.:369 Der Antrieb des Werferarmes erfolgt durch einen Elektromotor.
Für das Nachladen eines leergefeuerten 9P140-Startfahrzeuges kommt der 9T452 auf LKW-Basis zum Einsatz.:46 Auch dieses Fahrzeug basiert auf dem ZIL-135LM-LKW. Das Fahrzeug transportiert 16 Raketen und verfügt über einen hydraulisch betriebenen Kran. Die Raketen werden einzeln mit dem Kran an die Startrohre des 9P140-Startfahrzeuges angesetzt und hineingeschoben. Der Nachladevorgang dauert 20 bis 30 Minuten.:124

## Einsatzgrundsätze

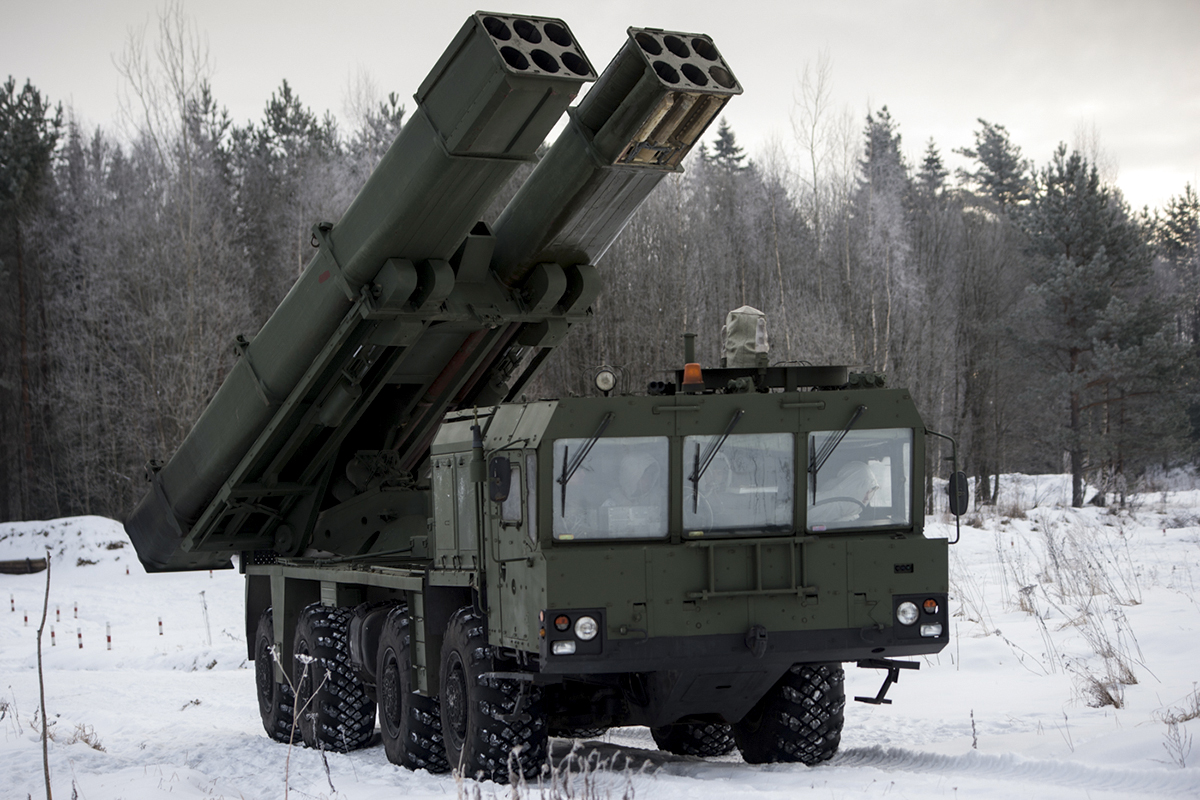
Uragan-1M

Mit dem Uragan-System kommt auf Stufe Bataillon das automatisierte Führungssystem Kapustnik-BM zum Einsatz. Dieses besteht aus einem Feuerleitstand in einem BTR-80, einem Kommandoposten-Fahrzeug auf einem Ural-4320, drei Batterieleitständen auf BTR-80 und drei Leitständen auf Ural-4320. Dazu kommen weiter ein Wetterradar, topographische Vermessungsfahrzeuge und je nach Bedarf weitere Aufklärungsmittel und Werkstattwagen. Im Führungssystem Kapustnik-BM laufen alle Zieldaten zusammen und werden an die Werferbatterien gesendet. Anhand der Position der Startstellungen und des zu bekämpfenden Zieles werden die Richtwerte errechnet. In die Berechnung fließen Werte wie zum Beispiel die Umgebungstemperatur oder Windrichtung und -geschwindigkeit ein. Das Führungssystem kann auch mit Daten der Artillerieaufklärungsradars 1L219 Zoopark-1 und 1L220U Zoopark-2 versorgt werden.
Bevor die Raketen gestartet werden können, müssen am Fahrzeugheck zwei Stützen ausgefahren werden, um das Fahrzeug zu stabilisieren; zudem muss ein Schutzschild für die Fahrerkabine aufgerichtet werden.:124 Das Erstellen der Feuerbereitschaft dauert in einer vorbereiteten Stellung rund drei Minuten. Ansonsten werden rund 12 Minuten benötigt. Nach dem Abfeuern der letzten Rakete kann das Fahrzeug die Stellung nach 90 Sekunden verlassen. Für den Raketenstart muss aus Sicherheitsgründen der Fahrzeugabstand mindestens 100 m betragen. Infolge wegfliegender Steine und Raketenteile besteht hinter dem Fahrzeug ein Gefahrenbereich von 135 m Länge sowie 230 m Breite, der beim Start nicht betreten werden darf.
Ein 9P140-Startfahrzeug ist in der Lage, alle 16 Raketen innerhalb 8,8 Sekunden abzufeuern. In der Regel wird eine Salve aber innerhalb 20 Sekunden abgefeuert. Eine Batterie von vier 9P140-Startfahrzeugen deckt mit insgesamt 64 Raketen eine Zielfläche von 650 m × 650 m ein.:124 Die maximale Reichweite der Raketen beträgt 35 Kilometer. Die Raketen weisen eine große Streuung auf und eignen sich daher nur zur Bekämpfung von Flächenzielen. Typische Ziele sind Artillerie- und Raketenstellungen, Truppenansammlungen, leicht gepanzerte mechanisierte Formationen sowie Feldbefestigungen und Infanteriestellungen. Daneben kann das Uragan-System auch zur Fernverminung eingesetzt werden. Zu diesem Zweck verfügt Uragan über Raketentypen mit verschiedenen Sprengköpfen.
Eine Uragan-Brigade besteht aus drei Bataillonen mit zwölf 9P140-Startfahrzeugen, die in Kriegszeiten auf 18 erhöht werden können. Die zwölf Startfahrzeuge sind auf drei Batterien verteilt.

## Raketen

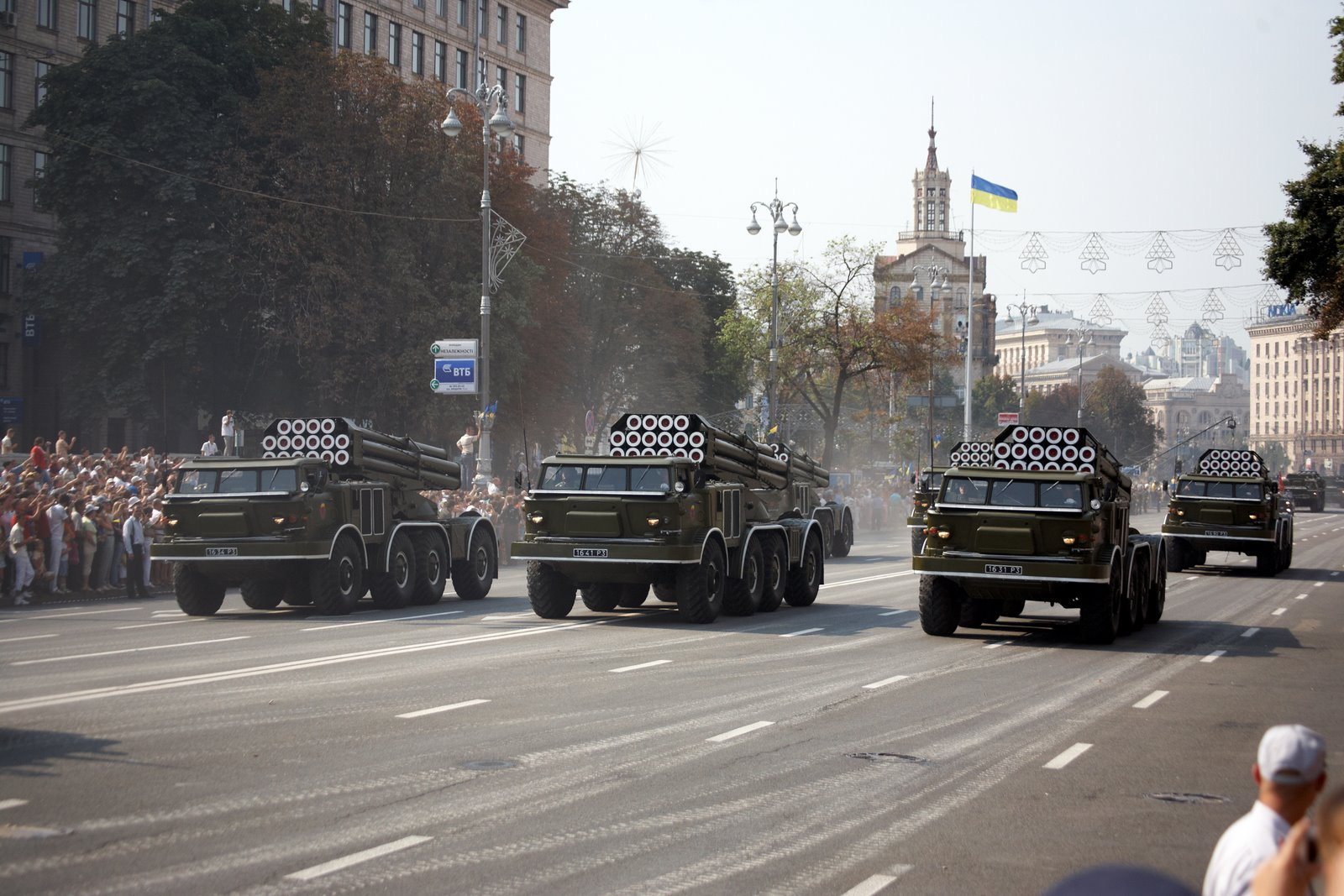
Ukrainische BM-27-Raketenwerfer auf einer Militärparade in Kiew

Die Rakete im Kaliber 220 mm ist eine einstufige, ungelenkte, drallstabilisierte Feststoffrakete. Die Rakete besteht aus dem Raketentreibsatz und dem Gefechtskopf. Der Gefechtskopf befindet sich im vorderen Teil der Rakete, dahinter liegt der 9H164-Raketentreibsatz. Am Heck der Rakete befinden sich vier Wickelleitwerke. Die Raketen haben je nach Typ eine Länge von 4,83–5,17 m und wiegen 270–280 kg. Die Sprengköpfe werden mit einem Aufschlagzünder oder einem elektrischen Zeitzünder ausgelöst. Die Raketen haben eine maximale Fluggeschwindigkeit von 700–800 m/s. Der Raketentreibsatz hat eine Brenndauer von 3,18 Sekunden und entwickelt einen Schub von 58 kN.:168 Für kurze Zielentfernungen kann die Brennschlussgeschwindigkeit der Rakete durch Widerstandsringe an der Raketenspitze verringert werden. Die maximale Schussdistanz beträgt 35 km. Die minimale Schussdistanz liegt bei 8–10 km.
9K57 Uragan verwendet folgende Raketen::169:368
- 9M27F mit dem 9N218F-Splittergefechtskopf zu 99,05 kg[12], der 51,7 kg Sprengstoff enthält; Reichweite 35,8 km, Projektillänge 4832,5 mm, Projektilgewicht 280,43±2 kg.[12]
- 9M27D mit dem fallschirmgebremsten Splittergefechtskopf 9N218N.
- 9M27K mit 9N128K-Gefechtskopf zu 89,5 kg[12], der 30 Stück 9N210-Splitter-Bomblets (Submunition) zu je 1,85 kg plus 0,1 kg 9E246- oder 9E246M-Zünder enthält[12], wobei die Bomblets jeweils 370 Splitter erzeugen; Reichweite 35 km, Projektillänge 5178,4 mm, Projektilgewicht 271,1±2 kg.[12]
- 9M27K1 mit 9N516-Gefechtskopf mit 30 Stück 9N235-Splitter-Bomblets (Submunition) zu je 1,75 kg, die jeweils 400 Splitter erzeugen; Reichweite 35 km.
- 9M27K2 mit 9N211-Gefechtskopf mit 24 Stück PTM-1-Panzerminen.
- 9M27K3 mit 9N212-Gefechtskopf mit 312 Stück PFM-1-Antipersonenminen.
- 9M27S mit 9N128S-Gefechtskopf mit 4 Stück 9N236-Brandkörpern mit OM-125SWO-Brandmischung.
- 9M27FIN Version der 9M27F mit Laser-Zielsuchkopf für Präzisionsangriffe; nur Prototyp.
- 9M51 mit thermobarischem 9N515-(FAE)-Gefechtskopf zu 149 kg; Reichweite 13 km.
- 9M59 mit 9N524-Gefechtskopf mit 9 Stück PTM-3-Panzerminen mit Magnetzünder; Reichweite 35 km.
- 9MXX Prototyp mit einer Reichweite von 70 km.

Neben den konventionellen Raketen existieren auch Raketen für die Ausbreitung von chemischen Kampfstoffen. Diese Raketen waren mit dem 9N519-Sprengkopf bestückt, der 20 kg Soman enthielt. Von diesen Sprengköpfen wurden 27.219 Stück produziert.:369:48

## Nutzerstaaten
Aktuelle Nutzer
- Eritrea – Stand Januar 2018 befinden sich 9 9P140 im Dienst.[14]:462
- Guinea – Stand Januar 2018 befinden sich 3 9P140 im Dienst.[14]:467
- Kasachstan – Stand Januar 2018 befinden sich 180 9P140 im Dienst.[14]:189
- Kirgisistan – Stand Januar 2018 befinden sich 6 9P140 im Dienst.[14]:190
- Moldau – Stand Januar 2018 befinden sich 11 9P140 im Dienst.[14]:191
- Russland – Stand Dezember 2017 befinden sich 206 9P140 im Dienst des Heeres.[15][16]

- Syrien – Stand Januar 2018 befindet sich eine unbekannte Anzahl 9P140 im Dienst.[14]:362
- Turkmenistan – Stand Januar 2018 befinden sich 60 9P140 im Dienst.[14]:208
- Ukraine – Stand Januar 2018 befinden sich 70 9P140 im Dienst.[14]:210
- Usbekistan – Stand Januar 2018 befinden sich 48 9P140 im Dienst.[14]:214
- Belarus – Stand Januar 2018 befinden sich 36 9P140 im Dienst.[14]:185

Ehemalige Nutzer
- Afghanistan – Bis zum Januar 2018 außer Dienst gestellt.[14]:240
- Jemen – Bis zum Januar 2018 außer Dienst gestellt.[14]:370
- Peru – Bis zum Januar 2018 außer Dienst gestellt.[14]:418

- Tadschikistan – Bis zum Januar 2018 außer Dienst gestellt.[14]:207
- Tansania – Bis zum Januar 2018 außer Dienst gestellt.[14]:491

## Kampfeinsätze
Die 9K57-Uragan-Mehrfachraketenwerfer wurden während der Konflikte in Afghanistan und Tschetschenien eingesetzt. Die syrischen Streitkräfte setzten den Uragan während des Libanonkonfliktes 1982 gegen die israelische Armee ein. Ebenso setzten die russischen Streitkräfte den Uragan im Kaukasuskrieg 2008 ein. Daneben wurde der Uragan bei der Krise in der Ukraine 2014, in dem Bürgerkrieg in Syrien und beim Russischen Überfall auf die Ukraine 2022 eingesetzt. Insbesondere wurde laut österreichischem Militär die russische Speerspitze in Bataillonsstärke bei Butscha im Rahmen der Schlacht um Kiew (2022) durch das Feuer zweier ukrainischer BM-27 Batterien vernichtet.